# Arthroleptis aureoli
Arthroleptis aureoli, también conocida como rana de dedos largos de Freetown o rana chillona del monte Aureoles una especie de anfibios de la familia Arthroleptidae.
Es endémica de Sierra Leona.
Sus hábitats naturales son bosques tropicales o subtropicales secos y a baja altitud, ríos y jardines rurales.
Está amenazada de extinción por la pérdida de su hábitat natural.